# Даниел Лорер
Даниел Максим Лорер е български бизнесмен, инвеститор, предприемач и политик от партията „Продължаваме промяната“.
От ноември 2021 година е избиран последователно в няколко мандата за народен представител. В правителството на Кирил Петков (13 декември 2021 – 2 август 2022) оглавява новосъздаденото Министерство на иновациите и растежа.

## Биография
Роден е на 28 май 1976 г. в София. Внук е на биохимичката Хени Лорер. Учил е в Първа английска езикова гимназия. Майка му е инженер по микроелектроника и европейска шампионка по бридж, а баща му е математик, преподавател в Софийския университет и предприемач.
Завършва компютърни науки и бизнес управление в университета в Тел Авив (Израел). Работил е и е живял в София, Тел Авив, Брюксел, Цюрих, Барселона. Говори английски, иврит, френски, руски и малко немски език. Женен за Виолета Лорер, с 3 деца.

### Бизнес кариера
През 1999 г. Даниел Лорер основава в Париж първия си стартъп ФрансБизнесПлюс, чието съществуване не е потвърдено от официален източник или вписване във френския търговски регистър. Работи като IT експерт в израелската хай-тек компания Мъркюри Интерактив, която през 2006 г, което не е потвърдено от официални данни, тъй като 13-те собственика на Мъркюри Интерактив сами изграждат софтуерния продукт, Хюлет-Пакард купува за 4.5 милиарда долара. След продажбата Даниел Лорер става един от създателите на Оптим, хай-тек компания за софтуерни решения, със седалище в Истанбул, за която няма официални информация. Сред клиентите на компанията са банки и телекоми в Англия, Турция, Близкия Изток и Африка. През 2016 г. Оптим е продадена на австрийския холдинг Ню Фронтиър Груп.
През 2018 г. Лорер е между основателите и управляващ партньор на BrightCap Ventures, фонд за рискови инвестиции в технологични компании. Занимава се с оценка на нови компании и контрол на изпълнението на бизнес планове. Фондът инвестира предимно в български технологични компании, заедно с американски и европейски фондове като Бейн Капитъл, Статкрафт, Осидж Партнърс, Крослинк Капитъл, Бейслайн Венчърс. Напуска управлението през септември 2021 г.

### Обществена дейност
Член е на Управителния съвет на организацията на евреите в България „Шалом“, освобождава поста през септември 2021 г.

### Преподавателска дейност
До 2021 г. преподава в Центъра за приложни изследвания и иновации в природните науки и в Центъра за икономически стратегии и конкурентоспособност към Софийския университет „Св. Климент Охридски“ – т.нар. харвардски курсове, заедно с Кирил Петков и Асен Василев.

### Политик
От 1995 г. до 1998 г. участва в младежкото движение на Социалистическата партия в Израел. Създава и собствено такова през студентските си години.
През 2013 г. е съветник на министъра за електронно управление в служебното правителство на Марин Райков (13 март – 29 май 2013), назначено от президента Росен Плевнелиев (министърът Роман Василев е министър без портфейл, отговарящ за електронното правителство).
През 2021 г. е съветник в кабинета на служебния министър на икономиката Кирил Петков в първото служебно правителство на Стефан Янев, назначено от президента Румен Радев, и председател на Комисията по прозрачност към Министерството на икономиката (12 май – 15 септември 2021).
Народен представител в 47-ото народно събрание (до заемането на поста министър) в правителството на Петков.
Министър на иновациите и растежа (новосъздадено министерство) в кабинета на Кирил Петков (13 декември 2021 – 2 август 2022).
Народен представител в 48-ото и 49-ото народно събрание на Република България, в което е член на комисията по външна политика и на тази по икономическите въпроси и иновации. Като народен представител е и член на Парламентарната асамблея на Съвета на Европа (от 23 януари 2023).
През юни 2023 г. Даниел Лорер става кандидат за български еврокомисар, издигнат от ПП-ДБ, но Европейският парламент избира Илиана Иванова, предложена от ГЕРБ и одобрена от председателя на Еврокомисията Урсула фон дер Лайен.
През юни 2024 г. е кандидат за евродепутат (предложен от ПП, на 3-то място в общата листа на ПП-ДБ). Не е избран поради преференциалния вот на избирателите, предпочели други личности от листата.

### Изразявани позиции
На 29 ноември 2023 г. заявява, че ДПС е системна, мъдра и дълголетна партия, че Делян Пеевски се е променил за добро на цялата страна, че е станал говорител на европейските ценности както за тяхната партия, така и за цяла България и че позициите му са същите като тези на ПП. Думите му предизвикват силна реакция и Лорер публикува извинение към стресналите се от заглавията, не отговаряли на казаното от него.
През 2024 г. Даниел Лорер е сред организиращите неизпълнение на решението на Столичния общински съвет от 2011 г. за поставяне на паметник на бележития кмет на София инж. Иван Иванов. Твърденията, че кметът е имал антиеврейска дейност, не са приети дори от Народния съд през 1944/1945 година. Такива твърдения, лансирани от Леа Коен, са разгледани и отхвърлени през 2017 г. от Изпълнителното бюро на „Шалом“, но през 2024 г. са подети отново.